# Impatiens graciliflora
Impatiens graciliflora är en balsaminväxtart som beskrevs av Joseph Dalton Hooker. Impatiens graciliflora ingår i släktet balsaminer, och familjen balsaminväxter. Inga underarter finns listade i Catalogue of Life.